# Liste der Baudenkmale in Strasburg (Uckermark)
In der Liste der Baudenkmale in Strasburg (Uckermark) sind alle denkmalgeschützten Bauten der vorpommerschen Stadt Strasburg (Uckermark) und ihrer Ortsteile aufgelistet. Grundlage ist die Veröffentlichung der Denkmalliste des Kreises Uecker-Randow mit dem Stand vom 1. Februar 1996.

## Legende
In den Spalten befinden sich folgende Informationen:
- ID-Nr: Die Nummer wird von den Denkmalämtern der Landkreise vergeben. Wenn sie nicht bekannt ist, bleibt die Spalte leer. In dieser Spalte kann sich zusätzlich das Wort Wikidata befinden, der entsprechende Link führt zu Angaben zu diesem Denkmal bei Wikidata.
- Lage: die Adresse des Denkmales und die geographischen Koordinaten.
Link zu einem Kartenansichtstool, um Koordinaten zu setzen. In der Kartenansicht sind Denkmale ohne Koordinaten mit einem roten bzw. orangen Marker dargestellt und können in der Karte gesetzt werden. Denkmale ohne Bild sind mit einem blauen bzw. roten Marker gekennzeichnet, Denkmale mit Bild mit einem grünen bzw. orangen Marker.
- Bezeichnung: Bezeichnung, so wie sie in den offiziellen Listen der Denkmalämter steht. Ein Link hinter der Bezeichnung führt zum Wikipedia-Artikel über das Denkmal. Wenn die Bezeichnung der Denkmalämter inhaltlich fehlerhaft ist, ist in der Spalte „Beschreibung“ darauf hinzuweisen.
- Beschreibung: Beschreibung des Denkmales
- Bild: ein Bild des Denkmales und gegebenenfalls einen Link zu weiteren Fotos des Denkmals im Medienarchiv Wikimedia Commons

## Baudenkmale nach Ortsteilen

### Strasburg (Uckermark)
| ID | Lage                                           | Bezeichnung                                                           | Beschreibung | Bild                   |
| -- | ---------------------------------------------- | --------------------------------------------------------------------- | --- | ---------------------- |
|    | Altstädter Straße 21                           | Wohn- und Geschäftshaus                                               | |                        |
|    | Am Bahnhof 1 (Karte)                           | Bahnarbeiterhaus                                                      | | Bahnarbeiterhaus       |
|    | Am Bahnhof 3 (Karte)                           | Bahnarbeiterhaus                                                      | | Bahnarbeiterhaus       |
|    | Am Markt 17                                    | Wohn- und Geschäftshaus einschließl. Nebengebäude mit den Gründächern | |                        |
|    | Am Markt 18 (Karte)                            | Wohnhaus                                                              | |                        |
|    | Am Markt 21                                    | Wohn- und Geschäftshaus                                               | |                        |
|    | Am Markt/Falkenberger Straße                   | Denkmal                                                               | Trümmerfrau von Herbert Köhnke | Denkmal                |
|    | Bahnhofstraße 1 (Karte)                        | Wohn- und Geschäftshaus                                               | |                        |
|    | Bahnhofstraße 3 (Karte)                        | Wohnhaus mit Zaun                                                     | |                        |
|    | Bahnhofstraße 4 (Karte)                        | Wohn- und Geschäftshaus mit Wirtschaftsgebäude                        | |                        |
|    | Bahnhofstraße 5 (Karte)                        | Post                                                                  | |                        |
|    | Bahnhofstraße                                  | Grabkreuz                                                             | Grabkreuz Ernst Friedrich Haicke |                        |
|    | Bahnhofstraße                                  | Kulturhaus                                                            | |                        |
|    | Baustraße 20                                   | Wohnhaus                                                              | |                        |
|    | Baustraße 26 (Karte)                           | Schule und Wasserpumpe                                                | Die dreigeschossige Rote Schule aus den 1890er Jahren unter der Leitung des Strasburger Baumeisters Georg Döring. Sie war im 21. Jahrhundert eine Grundschule | Schule und Wasserpumpe |
|    | Baustraße 30 (Karte)                           | Haustür                                                               | |                        |
|    | Burgstraße 5 (Karte)                           | Wohnhaus                                                              | |                        |
|    | Burgstraße 9 (Karte)                           | Wohnhaus                                                              | |                        |
|    | Burgstraße 10 (Karte)                          | Wohnhaus                                                              | |                        |
|    | Burgstraße 12 (Karte)                          | Wohnhaus                                                              | (gestrichen; Einvernehmen hergestellt: 31. Januar 1997) |                        |
|    | Ernst-Thälmann-Straße 10 (Karte)               | Wohnhaus                                                              | |                        |
|    | Ernst-Thälmann-Straße 14 (Karte)               | Wohn- und Geschäftshaus                                               | |                        |
|    | Ernst-Thälmann-Straße 15 (Karte)               | Apotheke mit 2 Hofgebäuden und einem Laubengangbau                    | 2-gesch. 1996/98 saniertes Putzgebäude von um 1733 mit Mansarddach; Einrichtung von 1870 |                        |
|    | Ernst-Thälmann-Straße 20                       | Wohnhaus                                                              | |                        |
|    | Ernst-Thälmann-Straße 23 (Karte)               | Haustür                                                               | |                        |
|    | Ernst-Thälmann-Straße 25 (Karte)               | Wohnhaus                                                              | |                        |
|    | Ernst-Thälmann-Straße (Karte)                  | Kirche                                                                | Römisch-katholische Kirche „Heilige Familie“: neoromanischer Bau von 1910 | Weitere Bilder         |
|    | Falkenberger Straße 14 (Karte)                 | Wohnhaus                                                              | |                        |
|    | Falkenberger Straße 17 (Karte)                 | Gaststätte                                                            | |                        |
|    | Feldstraße 4 (Karte)                           | Haustür                                                               | |                        |
|    | Feldstraße 30                                  | Verwaltungsgebäude des E-Werkes                                       | |                        |
|    | Friedensstraße 13                              | Haustür                                                               | |                        |
|    | Friedensstraße 15                              | Wohnhaus                                                              | |                        |
|    |                                                | Friedhof, Jüdischer                                                   | mit Grabsteinen (Bahnhofstraße) von vor 1880 |                        |
|    |                                                | Friedhof, Neuer                                                       | Friedhof, Neuer, mit Kapelle, Kriegsgräber des Ersten Weltkrieges, Kriegsgräber des Zweiten Weltkrieges, Grabstätte Nagel/Linchenshöhe, Grabstätte Schu0lz/Helenenhof und Grabstätte Klaus/Löffler |                        |
|    | Bahnhofstraße                                  | Gedenkstätte/VVN-Denkmal                                              | |                        |
|    | Ernst-Thälmann-Straße/Wallanlage               | Gedenkstein                                                           | |                        |
|    | Lindenstraße/Bahnhofstraße                     | Gefallenendenkmal                                                     | |                        |
|    | Jüteritzer Straße 6                            | Haustür                                                               | |                        |
|    | Jüteritzer Straße 14                           | Wohnhaus                                                              | |                        |
|    | Jüteritzer Straße                              | Meilenstein                                                           | |                        |
|    | (Karte)                                        | St.-Marien-Kirche                                                     | Erhaltener frühgotischer Chor aus Feldstein von 1250 bis 1280, Chorwölbung von 1865; 3-schiffige, gotische Halle aus Backstein mit vier Jochen von um 1450; Turm: Untergeschoss aus Feldstein von 1250/1280, oberes Geschoss von 1617, Fachwerkaufsatz als Glockenstube von 1837; Innen: Orgelempore von 1845, Neugotische Innenausstattung von 1865; Fensterrose wurde 1990 geöffnet und farbig verglast. | Weitere Bilder         |
|    | Lange Straße 3                                 | „Erntehelferin“ (Rückwand des Clubs der jungen Techniker)             | |                        |
|    | Lange Straße 1 a (Karte)                       | Haustür                                                               | |                        |
|    | Lange Straße 5 (Karte)                         | Wohnhaus                                                              | |                        |
|    | Lange Straße 6 (Karte)                         | Wohnhaus                                                              | |                        |
|    | Lange Straße 12 (Karte)                        | Wohnhaus                                                              | |                        |
|    | Lange Straße 14 (Karte)                        | Wohnhaus                                                              | |                        |
|    | Lange Straße 63 (Karte)                        | Wohnhaus                                                              | |                        |
|    | Lindenstraße 2 a                               | Gutshaus und Scheune                                                  | |                        |
|    | Lindenstraße 3 (Karte)                         | Haustür                                                               | |                        |
|    | Lindenstraße 4 b (Karte)                       | Haustür                                                               | |                        |
|    | Lindenstraße 7 (Karte)                         | Haustür                                                               | |                        |
|    | Lindenstraße 10 (Karte)                        | Haustür                                                               | |                        |
|    | Lindenstraße (Karte)                           | Wasserturm                                                            | Wasserturm von 1927/28, heute Restaurant und Hotel | Wasserturm             |
|    | Pfarrstraße                                    | Wohnhaus                                                              | jetzt Gemeindebüro |                        |
|    | Pfarrstraße 1 (Karte)                          | Wohnhaus                                                              | |                        |
|    | Pfarrstraße 2 (Karte)                          | Wohnhaus                                                              | |                        |
|    | Pfarrstraße 3 (Karte)                          | Wohnhaus                                                              | |                        |
|    | Pfarrstraße 16                                 | Wohnhaus                                                              | |                        |
|    | Pfarrstraße 22 (Karte)                         | Pfarrhaus                                                             | |                        |
|    | Pfarrstraße 22 a (Karte)                       | Pfarrhaus                                                             | Das zweigeschossige Gebäude mit Walmdach entstand im Jahr 1760 und wurde ab 1763 als Schule genutzt. Es beherbergt seit 1975 das Heimatmuseum der Stadt. | Pfarrhaus              |
|    | Roßstraße 2                                    | Wohnhaus                                                              | |                        |
|    | Roßstraße 4 (Karte)                            | Ladenfront                                                            | |                        |
|    | Roßstraße 7 (Karte)                            | Haustür                                                               | |                        |
|    | Roßstraße 10 (Karte)                           | Haustür mit Oberlicht                                                 | |                        |
|    | Schulstraße 1 (Karte)                          | Schule                                                                | 2-gesch. um 1997 sanierter Putzbau mit Satteldach von 1852, Nutzung als Rathaus |                        |
|    | Schulstraße 21 (Karte)                         | Wohnhaus                                                              | |                        |
|    | Schulstraße 23 (Karte)                         | Wohnhaus                                                              | |                        |
|    | Schulstraße 24 (Karte)                         | Wohnhaus                                                              | |                        |
|    | Schulzenstraße 5                               | Haustür                                                               | |                        |
|    | Schwarzenseer Weg 1                            | Wohnhaus                                                              | |                        |
|    | Schwarzer Weg (Karte)                          | Bahnarbeiterhaus                                                      | 2-gesch. Putzbau mit Satteldach aus der Gründerzeit | Bahnarbeiterhaus       |
|    | Mauerstraße aus Richtung Ernst-Thälmann-Straße | Stadtmauer mit Wallanlage                                             | Stadtmauer mit Wallanlage (Mauerstraße aus Richtung Ernst-Thälmann-Straße), Letzte Straße in Richtung Woldegker Chaussee, Falkenberger Straße (Schützenhaus), Baustraße (Schulhof Gymnasium), Baustraße (Bauernmarkt in Richtung Altstädter Straße), Altstädter Straße (Stadtverwaltung), Wall (Rosengarten in Richtung Mauerstraße): Teile der mittelalterlichen Mauer, früher bis acht Meter hoch        |                        |
|    | Thomas-Müntzer-Straße 12                       | Wohnhaus                                                              | |                        |
|    | Wallstraße 3                                   | Wohnhaus                                                              | |                        |
|    | Wallstraße 7                                   | Kindergarten                                                          | |                        |
|    | Wallstraße 8                                   | Haustür                                                               | |                        |
|    | Wallstraße 14 (Karte)                          | Haustür                                                               | |                        |
|    | Wallstraße 16                                  | Haustür                                                               | |                        |
|    | Wallstraße 22 (Karte)                          | Wohnhaus mit Wirtschaftsgebäude                                       | |                        |
|    | Wismarer Weg                                   | Wasserwerk                                                            | |                        |
|    | Zimmerstraße 2                                 | Wohnhaus                                                              | |                        |

### Boldshof
| ID | Lage    | Bezeichnung | Beschreibung | Bild        |
| -- | ------- | ----------- | --- | ----------- |
|    | (Karte) | Park        | |             |
|    | (Karte) | Gedenkkreuz | Steinernes Gedenkkreuz für im Frühjahr 1945 erschossene deutsche Deserteure. Später wurde das Kreuz durch ein Feldstein ersetzt | Gedenkkreuz |

### Gehren
| ID | Lage          | Bezeichnung              | Beschreibung                                      | Bild                     |
| -- | ------------- | ------------------------ | ------------------------------------------------- | ------------------------ |
|    | Dorfstraße 7  |                          | Pfarrhaus mit Garten und Eiskeller                |                          |
|    | Dorfstraße 10 |                          | Treppe im ehem. Gutshaus                          |                          |
|    | Dorfstraße 45 | Wohnhaus                 |                                                   |                          |
|    |               | Friedhof mit Mauer       | 2 Portalen und Grabkreuz für 4 gefallene Soldaten |                          |
|    | Dorfstraße 10 | Kirche und Kirchhofmauer | 2 Portalen und Grabkreuz für 4 gefallene Soldaten | Kirche und Kirchhofmauer |

### Glantzhof
| ID | Lage    | Bezeichnung                                                                             | Beschreibung | Bild |
| -- | ------- | --------------------------------------------------------------------------------------- | ------------ | ---- |
|    | B 104   | Meilenstein (am ehem. Grenzgraben zwischen Mecklenburg und Brandenburg; Nähe Glantzhof) |              |      |
|    | Nr. 2/3 | Gutshaus                                                                                |              |      |

### Karlsfelde
| ID | Lage | Bezeichnung          | Beschreibung | Bild |
| -- | ---- | -------------------- | ------------ | ---- |
|    |      | Gedenkstein Keunecke |              |      |
|    |      | Wasserpumpe des Guts |              |      |

### Klepelshagen
| ID | Lage                             | Bezeichnung                      | Beschreibung                                                               | Bild                             |
| -- | -------------------------------- | -------------------------------- | -------------------------------------------------------------------------- | -------------------------------- |
|    | Dorfstraße 18                    | Forsthaus                        |                                                                            |                                  |
|    | Dorfstraße(rechts neben Nr. 18)  | Schmiede                         |                                                                            |                                  |
|    | Dorfstraße                       | Straßenpflaster                  |                                                                            |                                  |
|    | Dorfstraße 2                     | Gutsanlage mit Gutsverwalterhaus | Bethaus und Scheunenruine (Steinscheune): 1-gesch. Putzbau mit Mansarddach | Gutsanlage mit Gutsverwalterhaus |
|    | zwischen Gehren und Klepelshagen | Pflasterstraße                   |                                                                            |                                  |

### Lauenhagen
| ID | Lage | Bezeichnung | Beschreibung                                        | Bild |
| -- | ---- | ----------- | --------------------------------------------------- | ---- |
|    |      | Ehrenhain   | Ehrenhain für die Gefallenen des Ersten Weltkrieges |      |

### Linchenshöh
| ID | Lage         | Bezeichnung       | Beschreibung | Bild |
| -- | ------------ | ----------------- | ------------ | ---- |
|    |              | Gutshaus und Park |              |      |
|    | Dorfstraße 1 | Wohnhaus          |              |      |

### Neuensund
| ID | Lage                         | Bezeichnung | Beschreibung | Bild           |
| -- | ---------------------------- | --- | --- | -------------- |
|    | Dorfstraße 11/12/13/14/15/16 | Landarbeiterhaus | |                |
|    | Dorfstraße 71                | Scheune mit Wohnteil | |                |
|    | Friedhof (Neuer)             | Grabstätte von Arnim, Grabstätte von Seckendorff                                                                                 | |                |
|    |                              | Gutsanlage mit Gutshaus (Dorfstraße 21), Park, Inspektorenhaus (Dorfstraße 23/24/25), 2 Stallspeichern und 2 Wirtschaftsgebäuden | 1-gesch., 11-achs. Putzbau von nach 1780 mit 2-gesch. Mittelrisalit und Krüppelwalm, Umbau um 1840; 1-gesch. Fachwerkwirtschaftshaus; zwei 1-gesch. Feldsteinställe, Inspektorenhaus heute mit Gästezimmern; Lenné-Park von nach 1840; Gut u. a. der Familien von Arnim - Lützlow (ab um 1782–1945). |                |
|    | (Karte)                      | Kirche | | Weitere Bilder |
|    |                              | Kriegerdenkmal 1914/1918 | |                |

### Rosenthal
| ID | Lage             | Bezeichnung   | Beschreibung | Bild |
| -- | ---------------- | ------------- | ------------ | ---- |
|    | Dorfstraße 25/27 | Park des Guts |              |      |

### Schönburg
| ID | Lage | Bezeichnung         | Beschreibung | Bild |
| -- | ---- | ------------------- | ------------ | ---- |
|    |      | Transformatorenhaus |              |      |

### Schwarzensee
| ID | Lage | Bezeichnung                      | Beschreibung | Bild |
| -- | ---- | -------------------------------- | ------------ | ---- |
|    |      | Hainbuchengang im ehem. Gutspark |              |      |

## Bewegliche Denkmale
| ID | Lage         | Bezeichnung                       | Beschreibung | Bild |
| -- | ------------ | --------------------------------- | ------------ | ---- |
|    | Schwarzensee | Glocke in der Kirche Schwarzensee |              |      |

## Quelle
- Bericht über die Erstellung der Denkmallisten sowie über die Verwaltungspraxis bei der Benachrichtigung der Eigentümer und Gemeinden sowie über die Handhabung von Änderungswünschen (Stand: Juni 1997)